# ウズベキスタンの新聞一覧
ウズベキスタンで発行されている新聞の一覧。
- ハルク・サズィ（英語版） -ウズベク語の新聞
- ナロドノーイェ・スロヴォ（英語版） -ロシア語の新聞
- プラヴダ・ヴォストーカ -ロシア語の新聞
- ウズベキスタン・アザヴィ（英語版） - ウズベク語の新聞
- エルキン・カラカルパクスタン（英語版） - カラカルパク語の新聞